# Giuseppe Puri Purini
Giuseppe Puri Purini (* 13. März 1906 in Triest; † unbekannt) war ein italienischer Diplomat.
Giuseppe Puri Purini war der Sohn von Erminia Corsi und Antonio Puri Purini. Er heiratete Margherita Rinaldo di S. Rufo. 1942 wurde in Athen sein Sohn Antonio Puri Purini geboren.

## Studium
1928 schloss er ein Studium der Rechtswissenschaft an der Universität Padua sowie der Universität Turin ab.

## Werdegang
Von 1962 bis 7. April 1968 war er Botschafter in Khartum und vom 7. April 1968 bis 1972 war er Botschafter in Sofia. Danach leitete er von 1972 bis 1977 das Center for italo-Arab Relations. Ab 1975 war er stellvertretender Vorsitzender des Europäischen Arbeitsausschusses zu den Themen Kultur, Soziales und Arbeit des Euro-Arabischen Dialogs.
| Vorgänger                                        | Amt                                            | Nachfolger                |
| ------------------------------------------------ | ---------------------------------------------- | ------------------------- |
| Paolo Tallarigo di Zagarise e Sersale            | Italienischer Botschafter in Khartum 1962–1968 | Mario Ungaro              |
| Orazio Antinori di Castel San Pietro Aquae Ortus | Italienischer Botschafter in Sofia 1968–1972   | Franz Cancellario d'Alena |